# Oncocnemis tenuifascia
Oncocnemis tenuifascia là một loài bướm đêm trong họ Noctuidae.